# Santa María Reina
Santa María Reina es una de las advocaciones de la Virgen María, como Reina de los Cielos y de la Tierra y de todo lo creado. Los católicos celebran la realeza de María, porque Jesús, su divino hijo es Rey del Universo, como se menciona en diversos versículos de la Biblia. El Papa Pio XII, tomó el título de ésa advocación y dicho título lo elevó al rango de memoria obligatoria para los días 22 de agosto de cada año, “para que brille a los ojos del mundo, una verdad capaz de traer remedio a sus males”. María ha sido coronada como reina de la creación entera, por encima de los ángeles y de los Santos, por ser poseedor del mayor poder de intercesión por quien así o pida, ante Jesucristo y, por ser la que más cerca está de Él. No es un dogma de fe, pero es una verdad cristiana.

## Historia
María se confirmó Reina, en el momento que fue asunta al Cielo, pues recibió la recompensa completa en alma y cuerpo, y anticipa la perfección de la resurrección para todos los que hacen la voluntad de Dios. María en la Biblia es saludada como Reina por el arcángel Gabriel. Es descrita en Apocalipsis como mujer con una corona con doce estrellas. Y a través de los siglos la Iglesia fue confirmando lo que está escrito y fue cada vez más conscientes de ello.
En el siglo V, ya se proclamaba a la Virgen “Madre de Dios”, al mismo tiempo que se efectuaba el Concilio de Éfeso en el año 431, y se comienza a atribuir a María el título de “Reina”.
En el siglo XX, el papa Pio XII, proclamó la encíclica Ad Caeli Reginam, el 11 de octubre de 1954, y estableció María Reina de los Cielos. Así, está relacionada la oración Regina Caeli.
La Coronación de la Virgen es una secuencia tradicional dentro del ciclo de la vida de la Virgen María. En Barranquilla Colombia la Catedral Metropolitana es un templo dedicado a María Reina.

## En la biblia

### Salve
En el Evangelio de Lucas 1,28, el Ángel Gabriel, utilizó la palabra “Salve”, para saludar a María de parte de Dios. Es conocido que ése saludo, sólo podía utilizarse para saludar al Emperador Romano, pero el ángel Gabriel utilizó ésa palabra, declarando así que era “Reina”. Algunas Biblias han sustituido esta palabra imperial por otras como “alégrate”, quitando un poco el sentido del “Ave María” de la Biblia, no siendo fieles a la correcta traducción de “jaire”, que es “ave”, en latín, “salve” en español, “hail” en inglés. para saludar a María de parte de Dios.  

### Mujer coronada vestida de sol
María es una reina espiritual que, en la Biblia, se menciona en el libro de Apocalipsis en 12,1, donde dice: “Apareció en el cielo una señal grandiosa: una mujer, vestida del sol, con la luna bajo sus pies y una corona de doce estrellas sobre su cabeza”. 

### Reina vestida y enjoyada con oro de Ofir
En Salmos 45, 10, se menciona a una mujer, que sólo María puede cubrir la descripción que ahí se hace, habla de una reina hija de reyes que está de pie a su derecha, es la reina, adornada con tus joyas y con oro de Ofir.

## María Reina

### María Reina de los cielos
Pio X (1835–1914) clamó a María Reina en una célebre oración. El papa Pio XII (1878-1956) el 11 de octubre de 1954, emitió la encíclica “Ad Caeli Reginam”, Reina de los Cielos, donde estableció en memoria de María, ser Reina por ser Madre de Jesús quien se considera Rey del Universo y cuyo reino no tiene fin, quien corona a María Reina, instituyó a la Virgen María como Reina del Cielo donde proclamó: “Estamos instituyendo una fiesta para que todos reconozcan más claramente y veneren con más devoción el dominio misericordioso y maternal de la Madre de Dios.” Así mismo estableció el rango de fiesta en Vetu ordo (Ordenamiento previo al Concilio Vaticano II) que después del concilio pasó del 31 de mayo al 22 de agosto, y al rango de memoria obligatoria.

### María reina de los apóstoles.
Se considera a María Reina de los Apóstoles porque desde el inicio de la iglesia y su apostolado estuvo con ellos, orando para la espera del Espíritu Santo en su llegada de Pentecostés (como se menciona en Hechos 1,14),
animándolos y llenándolos de valor para que predicaran el Evangelio de su Hijo. El beato, Padre Alberione mandó construir un santuario porque protegió contra la muerte a su familia Paulina en la Segunda Guerra Mundial. Ismo que se inició a construir en 1945. Es el Santuario – Basílica de Santa María Reina de los Apóstoles en Roma, que fue consagrada en 1954. Reina de los apóstoles fue elegida por San Vicente Paloti como patrona de la Sociedad del Apostolado Apostólico. Así mismo su corona mencionada en Apocalipsis, tiene 12 estrellas al igual que los apóstolos y las tribus de Israel.

### María Reina de la Paz
“Cristo es el Rey de la Paz”, “Rey de la tranquilidad y el orden", porque es Rey del perdón, y el amor y gracia sobrenatural que restaura el desorden causado faltas al amor entre las personas o naciones, que son clave para alcanzar la Paz verdadera. Cristo es Rey de la Paz porque estuvo dispuesto a sacrificar su persona a manera de víctima, como ofrenda de salvación. El saludo de Cristo a sus apóstoles así lo declara: "La paz sea con vosotros. Y diciendo esto, les mostró las manos y el costado. Los discípulos se alegraron viendo al Señor. Les dijo otra vez: la paz sea con vosotros…" (Juan 20, 19 y 21); también dijo: “La paz les dejo, mi paz les doy; no la doy como la da el mundo. (Juan 14,27)
María es Reina de la Paz porque es Madre de Cristo y, como tal, nos ofrece la Paz verdadera, cuando salió a nuestro encuentro en las apariciones de Lourdes y Fátima y nos enseñó el rezo del Rosario para obtener la paz. Múltiples parroquias son dedicadas en todo el mundo a “Santa María Reina de la Paz” como lo es La Basílica de Santa María Reina de la Paz en Palayam, ciudad de Thiruvananthapuram, en el estado de Kerala, India. O la eparquía de Canadá y Estados Unidos una Basílica con ése nombre.
Varias estatuas se han erigido con este fin. En Venezuela un gran monumento se encuentra en ésa nación. Otra estatua mundialmente conocida de la Reina de la Paz es la que en 1918, el papa Benedicto XV encargó al escultor romano, Guido Galli, que realizara una estatua de María, Reina de la Paz, como agradecimiento por el final de la Primera Guerra Mundial, y que actualmente se puede observar en la Basílica de Santa María la Mayor en Roma.
La estatua de la Virgen María está sobre un trono de mármol, donde desde su cabeza cae un manto que se despliega en suaves ondas, con sus vestidos largos donde es adornada por un fino bordado tipo arabesco. Sobre el pecho tiene un lazo. Los ojos están dirigidos hacia abajo, y su mirada es triste y severa y su mano izquierda está en lo alto y parece decir: “¡Ya basta! ¡No más a la guerra!” Con la mano derecha rodea la cintura del Niño Jesús que se encuentra de pie en el trono y otro pie sobre la pierna de María, en espera de una señal de la Madre para dejar caer un ramo de olivo que sostiene en la pequeña mano derecha. Al pie del trono una paloma de la paz, con alas desplegadas, observa al ramo de olivo, lista para tomarlo al vuelo apenas el Niño Rey lo haya dejado caer. A la base del trono, rosas y lilas que indican los frutos de la belleza y renovación que sólo la paz divina puede dar.
Otras advocaciones de María podemos encontrar en la historia, y doctrina católica: En el siglo XVI, o sea en el año 1500 en el santuario de Loreto, se ve asociado el título de “Reina” y, se menciona en las letanías Laurentanas como:
- “Reina de los Ángeles”[15]
- “Reina de los Profetas”[16]
- “Reina de los mártires”[17]
- “Reina de los Patriarcas”[18]
- “Reina de los Confesores”[19]
- “Reina de las vírgenes”[20]
- “Reina de la familia”[21]
- “Reina del Rosario"[22]

Así mismo encontramos otras advocaciones adicionales como:
- Reina de los Marismas[23]
- María Reina del mar y marineros[24]
- Reina de los de los desamparados[25]
- Reina de los corazones[26]
- Reina de América (Santa María Virgen de Guadalupe).[27]

Así mismo encontramos otros conceptos relacionados, como lo es la película mexicana relativa a la Virgen María con el título de "Reina de las Reinas".